# Transductor d'ionització
Els transductors d'ionització són un tipus de sensor de pressió que es basen en la formació d'ions en el si d'un gas, sent la seva velocitat de formació proporcional a la pressió.
Aquests es basen en la formació d'ions que es produeixen en les col·lisions que existeixen entre molècules i electrons. La velocitat de formació d'aquests ions, és a dir, el corrent iònic, vària directament amb la pressió. És així com, aquests instruments mesuren el corrent d'ionització que és proporcional a la concentració molecular, per tant, s'entén que caldrà calibrar-los per a cada gas, que serà mesurat amb aquest instrument. Més exactament es pot dir que aquests instruments mesuren la concentració molecular a la regió dels seus elèctrodes en comptes de mesurar directament la pressió d'aquestes.

### Tipus de transductors d'ionització
Trobem dos tipus de transductors d'ionització segons la forma de detectar i produir ions positius. Els més importants són el transductor de filament o càtode calent i el transductor de càtode fred.

#### Transductor de filament/càtode calent
Consisteix en un tub electrònic amb un filament de tungstè envoltat per una reixeta en forma de bobina, la qual a la vegada es troba envoltada per una placa col·lectora. Els electrons emesos pel filament calent s'acceleren cap a la reixeta positiva, passan a través d'ella i, de camí a la placa col·lectora de carga negativa,alguns col·lisionen amb molècules de gas. La corrent positiva formada és una funció del número d'ions i, per tant, constitueix una mesura de la pressió de gas.
| Avantatges                                                              | Desavantatges |
| ----------------------------------------------------------------------- | --- |
| - Són molt sensibles. - Són capaços de mesurar buits extremadament alts | - Són sensibles a la composició del gas, de tal manera que a vegades el filament calent provoca canvis significatius en la seva composició entre el volum mesurat i el contingut dins del tub electrònic. |

#### Transuctor de càtode fred
Es basa en el principi de la mesura d'un corrent iònic produït per una descàrrega d'alta tensió. Els electrons despresos del càtode agafen un moviment en espiral a causa del moviment donat per un camp magnètic el qual l'apropa a l'ànode. El moviment en espiral dona lloc a què el camí lliure mig entre electrons sigui major que la distància entre electrons. Per consegüent, augmenta la possibilitat de col·lisions amb molècules de gas present, això dòna lloc a un major corrent iònic i així la descàrrega catòdica es manté a una pressió més baixa,o sigui, un buit més alt.
| Avantatges                                                                                   | Desavantatges |
| -------------------------------------------------------------------------------------------- | --- |
| - És més robust que el de filament calent. - No presenta problemes de combustió de filament. | - Aquest instrument no pot buidar-se de gassos tan ràpidament com el de filament calent. - És susceptible de contaminació per mercuri. - Pot provocar la descomposició química de vapors orgànics a altes tensions. |